# Большая синагога (Несвиж)
Большая синагога, или Главная синагога, была синагогой в XVI и начале XVII века в Несвиже.

## История
Главная синагога в Несвиже была построена после появления здесь еврейской общины во второй половине XVI века. В 1589 г. Евреи получают привилегии от владельца Несвижа Радзивила Сиротки, давшего разрешение на строительство каменной или деревянной синагоги. К середине 18 века в Несвиже проживало уже 672 еврея мужского пола, а к концу 19 века половину населения города, насчитывавшего более 10 000 человек, составляли евреи.
В конце 18 – начале 19 века к синагоге были сделаны боковые пристройки, выведенные под одну линию с первым ярусом крыши. Синагога считалась Главной (или Большой) потому, что в Несвиже в конце XIX века было восемь синагог.
Несвижская синагога сильно пострадала в годы Великой Отечественной войны и была полностью снесена в первые послевоенные годы.

## Архитектура
Основной объем синагоги очень похож на знаменитую Холодную синагогу в Минске . Прямоугольный, с мощными контрфорсами по углам и в стенах; высокие арочные окна, утопленные в нишах толстых стен; оштукатуренные и побеленные стены контрастируют с более темным цветом контрфорсов, большая ширина карниза и цоколя придает архитектуре некоторую ясность и компенсирует отсутствие внешнего декора. Отделка крыши синагоги более отчетливая, чем у минской. Двухъярусная четырехскатная крыша придавала законченность архитектуре здания, ее внешние контуры как бы повторяли очертания скошенных контрфорсов. В пространстве между ярусами кровли располагались небольшие слуховые окна, которые также оживляли внешний вид здания и напоминали ниши - бойницы древних оборонительных сооружений.